# Monte Corno (Lazio)
Il Monte Corno è un monte alto 1.735 m s.l.m. appartenente ai Monti Reatini, ubicato nel territorio del comune di Leonessa in provincia di Rieti. Ha intorno, come primi vicini, il monte Collelungo (1.652 m) a ovest,  il monte Tilia (1.775 m) a nord-est, il monte Fazzolettone (1.622 m) a sud-est e il monte Castiglioni (1.659 m) a sud-sud-ovest.